# Bill Whittington

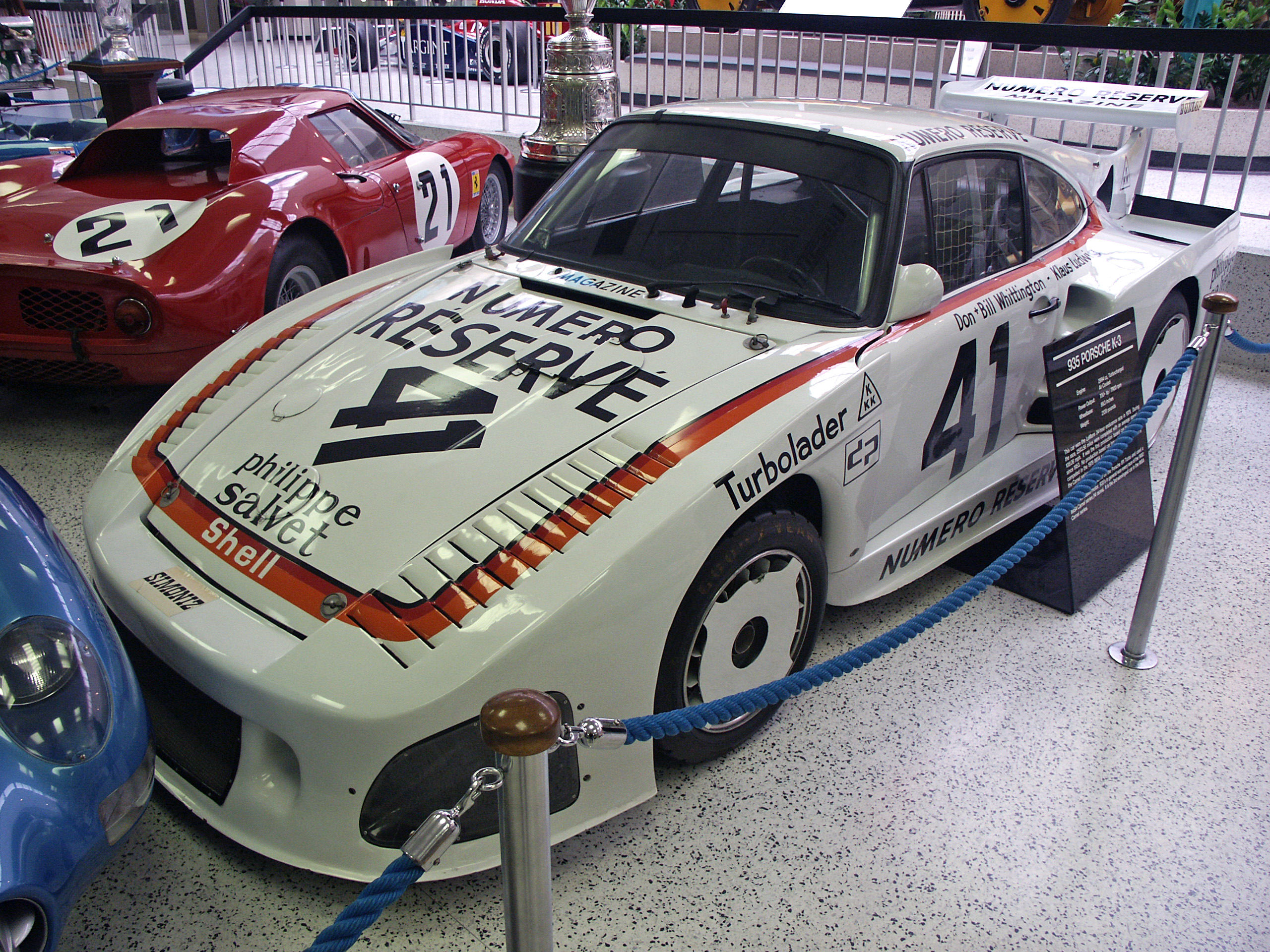
De Porsche 935, waarmee Whittington in 1979 de 24 uur van Le Mans won.

William Marvin "Bill" Whittington (Lubbock, Texas, 11 september 1949 - Winslow, Arizona, 23 april 2021) was een Amerikaans autocoureur. In 1979 won hij, samen met zijn broer Don en met Klaus Ludwig, de 24 uur van Le Mans. Zijn andere broer Dale was eveneens autocoureur.

## Carrière
Whittington begon zijn carrière in het vliegtuigracen. Tussen 1978 en 1983 won hij een aantal evenementen van de Reno Air Races. Hij had echter weinig circuitervaring toen hij, samen met zijn broer Don, in 1978 zijn debuut maakte in de 24 uur van Le Mans. Zij kwamen hierin uit voor hun eigen team, Whittington Bros. Racing, alhoewel zij met hun Porsche 935 al vroeg in de race uit moesten vallen vanwege een ongeluk. In 1979 namen de broers opnieuw deel aan de race, ditmaal voor Kremer Racing. Samen met Klaus Ludwig behaalden zij in deze editie de overwinning.
In 1980 reed Whittington in een aantal races van de NASCAR Winston Cup; hij werd achtste bij zijn debuut op de Riverside International Raceway en eindigde op plaats 32 in de Daytona 500. Tussen 1980 en 1985 nam hij ook deel aan de Indianapolis 500, met een veertiende plaats in zijn laatste poging als beste resultaat. Tot 1984 waren de broers Whittington, samen met Randy Lanier, eigenaar van het Blue Thunder Racing Team. Ook waren zij enige tijd eigenaar van het circuit Road Atlanta.
In 1986 werd Whittington schuldig bevonden aan belastingontduiking en drugssmokkel van Colombia naar de Verenigde Staten. Hij kreeg een celstraf van vijftien jaar en moest zeven miljoen dollar schadevergoeding betalen. In 1987 werd ook zijn broer Don schuldig bevonden aan witwassen, wat samenhang met de activiteiten van Bill. Naast de broers Whittington waren ook Lanier, John Paul sr. en John Paul jr. betrokken bij het drugssmokkelschandaal van de IMSA dat zich afspeelde in de jaren '80, waarbij een aantal coureurs hun racecarrière konden financieren met het geld dat met de drugssmokkel werd verdiend.

## Overlijden
Op 23 april 2021 kwam Whittington op 71-jarige leeftijd om het leven toen zijn vliegtuig neerstortte in de buurt van Winslow, Arizona. Whittington was de piloot van het vliegtuig; hij maakte de vlucht om een vriend die terminaal ziek was en zijn vliegbrevet verloren had opnieuw te laten ervaren hoe het voelde om te vliegen.